# Nógrádmegyer, Nógrád
Nógrádmegyer  este un sat în districtul Szécsény, județul Nógrád, Ungaria, având o populație de 1.767 de locuitori (2011). 

## Demografie
Componența etnică a satului Nógrádmegyer
     Maghiari (70,73%)
     Romi (28,91%)
     Necunoscut (0,18%)
     Slovaci (0,18%)
     Alții (0,18%)
Componența confesională a satului Nógrádmegyer
     Romano-catolici (62,82%)
     Fără religie (11,94%)
     Necunoscută (24,62%)
     Alte religii (3,79%)
Conform recensământului din 2011, satul Nógrádmegyer avea 1.767 de locuitori. Din punct de vedere etnic, majoritatea locuitorilor (70,73%) erau maghiari, cu o minoritate de romi (28,91%). Apartenența etnică nu este cunoscută în cazul a 0,18% din locuitori.  Din punct de vedere confesional, majoritatea locuitorilor (62,82%) erau romano-catolici, cu o minoritate de persoane fără religie (11,94%). Pentru 24,62% din locuitori nu este cunoscută apartenența confesională.